# えんがわ音楽祭〜水の音コンサート〜
えんがわ音楽祭〜水の音コンサート〜は奈良県大峰山の麓に位置する天川村洞川温泉街で毎年開催される音楽祭である。
主催は洞川音楽祭実行委員会（奈良県、天川村、洞川区、大峯山洞川温泉旅館組合、大峯山洞川温泉観光協会）、制作はキャピタルヴィレッジ。

## 概要
2015年に初開催。屋外のメインステージや温泉宿の縁側など洞川温泉街の各所で、アーティストによる演奏が行われる。参加費は無料。
2021年は近隣府県の新型コロナウイルス感染症緊急事態宣言延長及び奈良県緊急対処措置を踏まえ、開催は中止となった。

## 出演者

### 2015年
9月25日（土）前夜祭、26日（日）
- 藤原道山（尺八演奏家）※25日のみ出演
- 尾崎亜美（シンガーソングライター）
- 伍芳（中国古箏奏者）
- 狩野泰一（篠笛奏者）
- カノン（シンガーソングライター）
- 夏生（書画家）
- ツルノリヒロ（ヴァイオリン）＆Ayako（チェロ）
- 横田美穂（フルート奏者）

### 2016年
9月24日（土）前夜祭、25日（日）
- 藤原道山（尺八演奏家）
- 尾崎亜美（シンガーソングライター）
- 横田美穂（フルート奏者）
- ウェイウェイ・ウー（二胡奏者）
- 桑山哲也（アコーディオン奏者）
- 佐藤和哉（篠笛奏者）

### 2017年
9月23日（土）前夜祭、24日（日）
- 藤原道山（尺八演奏家）
- 横田美穂（フルート奏者）
- 桑山哲也（アコーディオン奏者）
- 浅野祥（津軽三味線奏者）
- 山口岩男（ウクレレ奏者）

### 2018年
9月29日（土）前夜祭（台風により前夜祭のみ開催）
- 横田美穂（フルート奏者）
- 佐藤和哉（篠笛奏者）

### 2019年
9月28日（土）前夜祭奉納コンサート（天河大辨財天社）、29日（日）
- 伍芳（中国古筝奏者）
- 佐藤和哉（篠笛奏者）
- TOKU（ヴォーカリスト＆フリューゲルホーンプレイヤー）
- 山口岩男（ギタリスト＆ウクレレ奏者）
- 横田美穂（フルート奏者）
- 南佳孝（ヴォーカリスト）
- 【オープニングアクト(メインコンサート)】ScatRaw
- 【MC】加美幸伸（FM COCOLO DJ）

### 2020年
10月18日（日） 洞川エコミュージアムセンターでメインコンサートのみ実施
- 飯田華那（津軽三味線奏者）
- 上田正樹（ヴォーカリスト）
- 山口岩男（ギタリスト＆ウクレレ奏者）
- 横田美穂（フルート奏者）
- 【オープニングアクト(メインコンサート)】ScatRaw
- 【MC】加美幸伸（FM COCOLO DJ）

### 2022年
9月24日（土）前夜祭、25日（日）
- 辛島美登里（シンガーソングライター）
- 花*花（ピアノ＆ボーカルデュオ）
- 小松亮太（バンドネオン奏者）
- 山口岩男（ギタリスト＆シンガーソングライター）
- 横田美穂（フルーティスト）
- 竜馬（ヴァイオリニスト）
- 【オープニングアクト(メインコンサート)】ScatRaw
- 【MC】加美幸伸（FM COCOLO DJ）

### 2023年
9月30日（土）前夜祭、10月1日（日）
- 南佳孝（シンガーソングライター）
- 太田裕美（シンガーソングライター）
- 押尾コータロー（アコースティックギタリスト）
- 山口岩男（ギタリスト／シンガーソングライター）
- 横田美穂（フルート奏者）
- 南里沙（クロマチックハーモニカ奏者）
- 【オープニングアクト(メインコンサート)】ScatRaw
- 【MC】加美幸伸（FM COCOLO DJ）